# 꼬마 스파이 해리
《꼬마 스파이 해리》(영어: Harriet the Spy)는 미국에서 제작된1996년 성장 코미디 영화이다. 브론웬 휴스의 첫 장편 영화 연출작이다. 미셸 트랙턴버그, 로지 오도널, 그레고리 스미스, 버네사 리 체스터 등이 출연하였고, 메리케이 파월 등이 제작에 참여하였다.

## 출연진
- 미셸 트랙턴버그
- 로지 오도널
- 그레고리 스미스
- 버네사 리 체스터
- J. 스미스캐머런
- 로버트 조이
- 어사 킷
- 샬럿 설리번
- 세실리 캐럴
- 도브 티펀백
- 얼리샤 모리슨
- 낸시 비티

## 기타 제작진
- 공동 제작: 나바 레빈
- 협력 제작: 줄리아 피스터
- 미술: 레스터 코언
- 의상: 도나 저카우스카